# Trilogie de Cédric Klapisch
 Pour plus de détails, voir Fiche technique et Distribution
La trilogie de Cédric Klapisch est une série de films français, réalisés par Cédric Klapisch, et composée de L'Auberge espagnole (2002), Les Poupées russes (2005) et Casse-tête chinois (2013). La saga se poursuit avec la série télévisée Salade grecque (2023), sur les enfants de Xavier et Wendy.

## Fiche technique
| Film                   | L'Auberge espagnole (2002) | Les Poupées russes (2005) | Casse-tête chinois (2013)      |
| ---------------------- | -------------------------- | ------------------------- | ------------------------------ |
| Réalisateur            | Cédric Klapisch            | Cédric Klapisch           | Cédric Klapisch                |
| Scénariste             | Cédric Klapisch            | Cédric Klapisch           | Cédric Klapisch                |
| Montage                | Francine Sandberg          | Francine Sandberg         | Anne-Sophie Bion               |
| Photographie           | Dominique Colin            | Dominique Colin           | Natasha Braier                 |
| Production             | Bruno Levy                 | Bruno Levy                | Bruno Levy                     |
| Production             |                            | Matthew Justice           | André Logie (co.)              |
| Production             |                            | Cédric Klapisch           |                                |
| Production             |                            | Gaëtan David (co.)        |                                |
| Musique                | Loïk Dury                  | Loïk Dury                 | Loïk Dury                      |
| Musique                | Kouz-1                     | Laurent Levesque          | Christophe Minck               |
| Sortie                 | 19 juin 2002               | 15 juin 2005              | 4 décembre 2013                |
| Durée                  | 122 minutes                | 125 minutes               | 114 minutes                    |
| Budget                 | 5 100 000 €                | 10 670 000 €              | 17 290 000 €                   |
| Genre                  | comédie dramatique         | comédie dramatique        | comédie dramatique             |
| Pays de production     | France                     | France                    | France                         |
| Pays de production     | Espagne (co.)              | Royaume-Uni (co.)         | États-Unis (co.)               |
| Sociétés de production | Ce qui me meut             | Ce qui me meut            | Ce qui me meut                 |
| Sociétés de production | BAC Films                  | Lunar Films               | Opposite Field Pictures        |
| Sociétés de production | France 2 Cinéma            | France 2 Cinéma           | La Compagnie Cinématographique |
| Sociétés de production | Mate Producciones S.A.     | TPS Cinéma                | Panache Productions            |
| Sociétés de production | Studiocanal                |                           |                                |
| Sociétés de production | Vía Digital                | Canal+                    | Canal+                         |

## Distribution
| Film                           | L'Auberge espagnole (2002) | Les Poupées russes (2005) | Casse-tête chinois (2013) | Salade grecque (Série TV) (2023) |
| ------------------------------ | -------------------------- | ------------------------- | ------------------------- | -------------------------------- |
| Xavier Rousseau                | Romain Duris               | Romain Duris              | Romain Duris              | Romain Duris                     |
| Martine                        | Audrey Tautou              | Audrey Tautou             | Audrey Tautou             |                                  |
| Isabelle                       | Cécile de France           | Cécile de France          | Cécile de France          | Cécile de France                 |
| Wendy                          | Kelly Reilly               | Kelly Reilly              | Kelly Reilly              | Kelly Reilly                     |
| William                        | Kevin Bishop               | Kevin Bishop              |                           | Kevin Bishop                     |
| Soledad                        | Cristina Brondo            | Cristina Brondo           |                           |                                  |
| Alessandro                     | Federico D'Anna            | Federico D'Anna           |                           |                                  |
| Tobias                         | Barnaby Metschurat         | Barnaby Metschurat        |                           | Barnaby Metschurat               |
| Lars                           | Christian Pagh             | Christian Pagh            |                           |                                  |
| la mère de Xavier              | Martine Demaret            | Martine Demaret           | Martine Demaret           | Martine Demaret                  |
| le père de Xavier              | Jacno                      |                           | Benoît Jacquot            |                                  |
| Neus                           | Irene Montalà              | Irene Montalà             |                           |                                  |
| M. Boubaker                    |                            | Zinedine Soualem          | Zinedine Soualem          |                                  |
| Lucas                          |                            | Amin Djakliou             | Amin Djakliou             |                                  |
| Tom (fils de Xavier et Wendy)  |                            |                           |                           | Aliocha Schneider                |
| Mia (fille de Xavier et Wendy) |                            |                           |                           | Megan Northam                    |

## Accueil

### Box-office
| Film                       | Box-office Mondial | Box-office - États-Unis - Canada | Box-office France | Budget       |
| -------------------------- | ------------------ | -------------------------------- | ----------------- | ------------ |
| L'Auberge espagnole (2002) | 31 024 110 $       | 3 897 799 $                      | 2 971 899 entrées | 5 100 000 €  |
| Les Poupées russes (2005)  | 23 724 537 $       | 323 331 $                        | 2 894 803 entrées | 10 670 000 € |
| Casse-tête chinois (2013)  | 15 747 817 $       | 338 523 $                        | 1 536 489 entrées | 17 290 000 € |

## Personnages

### Personnages principaux

#### Xavier Rousseau
« Xavier Rousseau » redirige ici. Pour l’article homophone, voir Xavier Rousseaux.
Il est incarné par Romain Duris.
Xavier est un étudiant français qui part vivre à Barcelone pendant un an dans le cadre du programme Erasmus, afin de se perfectionner en espagnol dans l'objectif de décrocher une place au Ministère de l'Économie et des Finances. Alors qu'il est en couple avec Martine, restée à Paris, il s'installe dans un grand appartement barcelonais, habités par des jeunes étudiants, comme lui, mais venant tous de pays différents : l'Anglaise Wendy, l'Italien Alessandro, l'Espagnole Soledad, le Danois Lars, l'Allemand Tobias. Il rencontre plus tard la Belge Isabelle, qui rejoint la colocation par la suite. Dans l'avion, Xavier avait rencontré Anne-Sophie et son mari Jean-Michel. Comme Jean-Michel travaille beaucoup, sa femme se sent très seule, passe du temps avec Xavier et a une courte liaison avec lui, avant que  Jean-Michel l'apprenne. Xavier entreprend d'écrire un roman inspiré de ces expériences qu'il intitule L'auberge espagnole.
À 30 ans, Xavier se pose beaucoup de questions sur sa vie, en particulier sur sa carrière d'écrivain. Il scénarise des séries B à l'« eau de rose ». Une proposition de France Télévisions l'amène à Londres pour collaborer avec Wendy. Elle-même est sentimentalement assez perdue, car elle sort d'une relation compliquée. Mais au fur et à mesure, Wendy et Xavier se rapprochent et se fréquentent. Comme souvent, Xavier complique leur relation en la trompant avec Celia Shelburn, un mannequin dont il devait, comme nègre, écrire la biographie. Cela rend Wendy furieuse et la conduit à rompre. Ils ne se revoient qu'à Saint-Pétersbourg, au mariage du frère de Wendy et se réconcilient après la cérémonie.
Xavier a 40 ans. Après deux enfants (Tom et Mia) et 10 ans de vie commune à Paris, le couple ne s'entend plus très bien. Wendy annonce à Xavier qu'elle a rencontré quelqu'un à New York et qu'elle part y vivre avec les enfants. D'abord furieux, Xavier ne peut s'y opposer. D'autre part, Isabelle, sa meilleure amie homosexuelle belge, demande à Xavier de donner son sperme pour qu'elle puisse avoir un enfant avec sa petite amie, Ju. D'abord réticent, Xavier accepte. Il décide ensuite d'abandonner sa vie d'écrivain en France pour se rendre aux États-Unis, pour être plus près de ses enfants. Mais entrer dans le pays est bien compliqué : Xavier n'a qu'un visa de touriste et doit obtenir un visa de travailleur s'il veut avoir la garde alternée, un logement, etc. Il épouse alors Nancy, une américaine d'origine asiatique, pour obtenir le droit de rester sur le sol américain. Après avoir été hébergé par Isabelle, il trouve finalement un appartement très modeste à Chinatown. Grâce à Ray, un père new-yorkais divorcé rencontré au square, il trouve également un job de coursier à vélo. De passage à New York pour son travail, Martine rend visite à Xavier. Un soir, ils couchent ensemble. Avant qu'elle ne reparte en France, ils se disent que cela était une erreur. Après de nombreuses péripéties, Xavier est toujours aussi dubitatif sur sa propre vie. Il tente toujours de finir un roman que son éditeur attend avec impatience en France. Pendant les vacances scolaires, Martine lui rend à nouveau visite avec ses deux enfants. Ces derniers s'entendent alors très bien avec ceux de Xavier. Martine et Xavier couchent à nouveau ensemble. La fin du séjour arrive cependant très vite. Xavier laisse d'abord repartir Martine. Mais Tom, le fils de Xavier, lui fait comprendre qu'il ne doit pas la laisser partir. Xavier court jusqu'à l'arrêt de bus et supplie Martine de rester à New York, avec lui. Elle accepte.

#### Martine
Elle est incarnée par Audrey Tautou.
Martine est la petite amie de Xavier. Elle est très triste lorsqu'il décide de partir un an vivre à Barcelone grâce au programme Erasmus. Elle supporte mal la séparation, surtout que Xavier parait très distant lorsqu'ils se téléphonent. Elle lui rend visite une fois, mais ce ne sont pas les retrouvailles espérées. Elle annonce à Xavier par téléphone qu'elle a rencontré quelqu'un d'autre et ils se séparent. Elle lui avouera à son retour en France que ce n'était en fait pas vrai...
Quelques années plus tard, Martine a un fils nommé Lucas, mais ne vit plus avec le père. Martine continue à voir son ex, Xavier. Ce dernier garde même Lucas pendant plusieurs jours car Martine doit se rendre à un congrès mondial pour l'écologie à Porto Alegre. De retour en France, elle sort quelque temps avec un élagueur.
10 ans plus tard, Martine est toujours célibataire mais a eu une fille, appelée Jade. Elle rend visite à son ex Xavier, qui vit désormais à New York. Elle y avait un rendez-vous pour ses affaires dans le commerce du thé. Elle est hébergée chez Xavier. Une nuit, ils couchent ensemble. Ils se disent que c'était juste pour une fois, et même que c'était une erreur. Martine retourne ensuite en France. Elle revient chez Xavier quelque temps plus tard avec ses enfants, pour la durée des vacances. Elle couche à nouveau avec Xavier. Alors qu'elle est sur le point de repartir, Xavier lui demande de rester vivre à New York avec lui. Elle accepte.

#### Wendy
Elle est incarnée par Kelly Reilly.
Wendy est une étudiante britannique que Xavier rencontre dans la colocation internationale à Barcelone. C'est la plus studieuse et sérieuse de l'appartement. Malgré son côté sérieux, elle a une brève liaison avec un Américain, Bruce, alors qu'elle est officiellement en couple avec Alistair. Ce dernier lui rend visite alors qu'elle est au lit avec Bruce, mais ses colocataires la couvrent et elle ne se fait pas surprendre. Wendy a un frère, William, qui lui rend également visite à Barcelone. Il embarrasse beaucoup Wendy par ses gaffes et blagues douteuses.
Quelques années plus tard, Wendy est en couple avec Edward, mais la relation est compliquée. Lorsque Xavier s'installe chez elle à Londres pour qu'ils écrivent ensemble un scénario, elle rompt avec Edward et le met dehors. À force de passer beaucoup de temps ensemble, Wendy et Xavier se rapprochent beaucoup. Mais Xavier voit également Celia, un mannequin pour laquelle il est nègre littéraire. Wendy est furieuse et refuse de parler à Xavier. Ils ne se revoient qu'au mariage de William à Saint-Pétersbourg. Après la cérémonie, Wendy et Xavier se réconcilient enfin.
Alors que cela fait 10 ans que Wendy vit avec Xavier à Paris, le couple ne s'entend plus très bien. Wendy annonce à Xavier qu'elle a rencontré quelqu'un à New York et qu'elle part y vivre avec leurs deux enfants, Tom et Mia. D'abord furieux, Xavier ne peut s'y opposer. Wendy s'installe donc à Manhattan où elle vit heureuse avec John. Lorsque Xavier vient s'installer à New York, les retrouvailles sont explosives. Avec le temps, ils finissent par s'entendre à nouveau. Wendy dit même à Xavier qu'il est invité à son futur mariage avec John.

#### Isabelle
Elle est incarnée par Cécile de France.
Isabelle est une étudiante belge que Xavier rencontre à Barcelone dans un cours d'économie. Il la fait ensuite entrer dans la colocation internationale. Isabelle est une fêtarde. Xavier est très surpris lorsqu'elle lui annonce être lesbienne, mais ils se voient énormément. Elle donne quelques conseils de séduction et de psychologie féminine à Xavier.
Les années ont passé mais Isabelle et Xavier s'entendent toujours aussi bien. Elle l'héberge quelque temps chez elle. Elle travaille désormais comme présentatrice sur une chaîne de télévision consacrée aux marchés financiers. Toujours prête à rendre service à Xavier, elle se fait passer pour sa petite amie auprès de Papou, le grand-père de Xavier.
Dix ans plus tard, Isabelle est en couple avec Ju, une Sino-Américaine, et vit à Manhattan. Elle demande à Xavier d'être donneur de sperme. Au départ un peu réticent, Xavier accepte. Isabelle et Ju sont très reconnaissantes et l'accueillent chez elles lorsqu'il débarque à New York. Ju aide Xavier à trouver un appartement à Chinatown. Après avoir accouché, Isabelle engage une baby-sitter. Comme elle, elle est belge et surtout comme elle, elle s'appelle Isabelle. Bien qu'étant très amoureuse de Ju, Isabelle a une liaison avec la baby-sitter Isabelle. Elle veut se prouver qu'à 40 ans, elle peut encore séduire et plaire à une femme plus jeune.

### Personnages secondaires

#### William
Il est incarné par Kevin Bishop.
William est le frère de Wendy. Il lui rend visite à Barcelone, où elle vit avec Xavier et des étudiants d'autres pays européens. Avec ses blagues clichés et douteuses, William n'est pas apprécié par tout le monde.
Quelques années plus tard, William travaille au Royal Albert Hall de Londres. Un jour, il fait la connaissance de Natacha, une danseuse russe en tournée avec sa troupe du Théâtre Mariinsky. Ils sympathisent rapidement, bien qu'elle ne parle pas anglais. Un an plus tard, William a appris le russe et part la retrouver en Russie. Il la demande en mariage. Les noces ont lieu à Saint-Pétersbourg, en présence de la famille de Natacha, de celle de William et même des anciens membres de la colocation internationale de Barcelone.

#### Soledad
Elle est incarnée par Cristina Brondo.
Soledad est une étudiante espagnole qui vit au sein de la colocation internationale de Barcelone. Elle sort avec le Danois Lars. Elle est impulsive et s'énerve notamment lorsque William évoque des clichés concernant les Espagnols et leur pays.
Quelques années plus tard, elle retrouve toute la bande à Saint-Pétersbourg, pour le mariage de Natacha et William.

#### Alessandro
Il est incarné par Federico D'Anna.
Alessandro est un étudiant italien qui vit au sein de la colocation internationale de Barcelone. Il est plutôt feignant et ne fait pas grand chose dans l'appartement.
Quelques années plus tard, il retrouve toute la bande à Saint-Pétersbourg, pour le mariage de Natacha et William.

#### Tobias
Il est incarné par Barnaby Metschurat.
Tobias est un étudiant allemand qui vit au sein de la colocation internationale de Barcelone.
Quelques années plus tard, il retrouve toute la bande à Saint-Pétersbourg, pour le mariage de Natacha et William.

#### Lars
Il est incarné par Christian Pagh.
Lars est un étudiant danois qui vit au sein de la colocation internationale de Barcelone. Il est en couple avec l'Espagnole Soledad. Un jour, son ex-copine lui rend visite à Barcelone et lui apprend qu'il est le père d'un petit garçon.
Quelques années plus tard, il retrouve toute la bande à Saint-Pétersbourg, pour le mariage de Natacha et William.

#### la mère de Xavier
Elle est incarnée par Martine Demaret.
La mère de Xavier est très triste lorsqu'il décide de partir à Barcelone. Mais cette mère divorcée un peu « hippie » ne peut rien faire pour le retenir. Xavier est assez dur avec elle et n'hésite pas lui crier dessus. Mais elle est toujours là pour l'aider.

#### le père de Xavier
Il est incarné par Jacno puis par Benoît Jacquot.
Il s'est séparé depuis longtemps de sa femme et ne voit que très rarement Xavier. Ils se revoient des années plus tard, lorsqu'il rend visite à son fils à New York. Il raconte à Xavier, qu'il y est déjà venu avec sa mère des années auparavant. Plus tard, Xavier découvre sur un trottoir les initiales « J et S » dans un cœur, gravées jadis dans le béton par ses parents.

#### Neus
Elle est incarnée par Irene Montalà.
Neus est une belle Espagnole que Xavier rencontre lorsqu'il étudie à Barcelone. Ils se reverront quelques années plus tard et restent en couple pendant quelque temps avant de se séparer.

#### Anne-Sophie
Elle est incarnée par Judith Godrèche.
Xavier rencontre Anne-Sophie et son mari Jean-Michel, un médecin, dans l'avion qui l'amène à Barcelone. Il séjourne chez eux en attendant de trouver un logement. Xavier entame une liaison avec Anne-Sophie, qui se termine lorsqu'elle l'avoue à son mari.

#### Monsieur Boubaker
Il est incarné par Zinedine Soualem.
Monsieur Boubaker est le voisin envahissant de Xavier à Paris. Xavier l'aime bien et le considère comme le « Monsieur Tout le Monde ». Lorsque Xavier imagine ses histoires, il se demande ce qu'il arriverait à quelqu'un comme M. Boubaker.
Quelques années plus tard, Boubaker retrouve Xavier lors d'un événement pour la sortie du livre de Xavier.

#### Kassia
Elle est incarnée par Aïssa Maïga.
Elle est vendeuse dans une boutique de vêtements Kookaï. Elle fait la connaissance de Xavier lorsqu'il cherche un cadeau pour l'anniversaire de Martine. Ils couchent ensemble mais ne se revoient qu'une fois après. Xavier est désagréable et la repousse.

#### Celia Shelburn
Elle est incarnée par Lucy Gordon.
C'est un célèbre mannequin qui fait la couverture de nombreux magazines. Xavier est engagé comme nègre littéraire pour écrire ses mémoires. Ils sortent un peu ensemble à Paris, avant de se revoir à Moscou, alors que Xavier a laissé Wendy à Saint-Pétersbourg. Se rendant compte que Celia le néglige après avoir retrouvé des amis, Xavier préfère repartir pour tenter de reconquérir Wendy.

#### Natacha
Elle est incarnée par Evguenia Obraztsova.
Elle est une danseuse de ballet russe qui se marie avec William, le frère de Wendy.

#### Ju
Elle est incarnée par Sandrine Holt.
Cette Sino-Américaine vit avec Isabelle à Manhattan. Très reconnaissante envers Xavier, qui a accepté de faire un don de sperme pour qu'elles puissent avoir un enfant, elle lui propose son ancien appartement à Chinatown.

#### Nancy
Elle est incarnée par Li Jun Li.
Cette Sino-Américaine accepte de faire un mariage blanc avec Xavier, car ce dernier a sauvé son oncle chauffeur de taxi, après une agression à New York.

#### Isabelle, la babysitter
Elle est incarnée par Flore Bonaventura.
Engagée par Isabelle pour garder sa fille, cette babysitter deviendra sa maîtresse à New York.